# Curtiss XP-22 Hawk
Curtiss XP-22 Hawk là một loại máy bay tiêm kích thử nghiệm của Hoa Kỳ, do Curtiss chế tạo.

## Quốc gia sử dụng
Hoa Kỳ
- Không quân Lục quân Hoa Kỳ

## Tính năng kỹ chiến thuật
Dữ liệu lấy từ U.S.Fighters
Đặc điểm tổng quát
- Kíp lái: 1
- Chiều dài: 23 ft 7 in (7,2 m)
- Sải cánh: 31 ft 6 in (9,6 m)
- Chiều cao: 8 ft 10 in (2,7 m)
- Diện tích cánh: 252 ft² (23,41 m²)
- Trọng lượng rỗng: 2.597lb (1.178 kg)
- Trọng lượng cất cánh tối đa: 3.354 lb (1.521 kg)
- Động cơ: 1 × V-1570 Conqueror, 575 hp (429 kW)

 Hiệu suất bay 
- Vận tốc cực đại: 202 mph (176 kn, 325 km/h)
- Trần bay: 26.500 ft (8.077 m)